# Atomic Betty
Atomic Betty (Betty Atômica(pt-BR) ou Miúda Atómica/Betty Atómica (pt-PT?)) é uma série de desenho animado canadense-francesa produzida pelas empresas canadenses e francesas Atomic Cartoons, Breakthrough Films & Television e pela francesa Kids Tele Images.
A série mostra as aventuras de Betty, uma garota de 11 anos que secretamente é uma Guardiã Galáctica, uma heroína espacial que luta contra o crime encarando vários vilões. Foi criada originalmente por Trevor Bentley, Mauro Casalese, Rob Davies e Olaf Miller sendo produzida de 2004 a 2008 rendendo 3 temporadas.
No Brasil. começou a ser exibida pelo canal pago Boomerang e na Rede Globo na rede aberta através dos blocos TV Globinho e Festival de Desenhos, tendo apenas suas duas primeiras temporadas exibidas. Em Portugal, foi exibida pelo 2:, mais tarde pelo Canal Panda e depois pelo Disney Channel. Também deu no Cartoon Network na versão em inglês.
O desenho foi cancelado em 2008, mesmo quando sua produtora ainda tinha planos para criar novas temporadas mostrando a evolução da personagem, terminou com 3 temporadas.

## Enredo
Betty Barrett é uma jovem estudante de vida normal como ela viveu em a grande cidade. Porém no entanto ela secretamente é uma Guardiã Galáctica, uma heroína espacial que luta contra o crime em busca de aplicar a lei e a paz interestelar, quando ela descobre que ela é uma alienígena. Como Betty Atômica ela sempre viaja pelo espaço junto de seus ajudantes, o alienígena Faísca e o robô X-5 confrontando o mal de Máximo QI e vários outros vilões intergalácticos.
Cada episódio sempre começa com Betty fazendo suas atividades em casa, isso até ela receber um chamado de seu chefe o Almirante Guelra de seu relógio sendo recrutada para uma nova missão. Ela inventa uma desculpa para poder sair de cena e parte para o espaço confrontar o mal ao mesmo tempo que volta para a Terra tentando para cobrir sua ausência.

## Personagens
- Betty Barret/Betty Atômica (português brasileiro) ou Becas ou Betty/Miúda Atómica ou Betty Atómica (português europeu)- A protagonista da série. Uma garota ruiva de 12 anos moradora da fictícia cidade Queixada do Alce onde mora com seus pais. Ela é uma Guardiã Galáctica sendo constantemente convocada para salvar o universo das forças do mal. Ela possui uma vida normal em sua cidade embora seja frequentemente desprezada pela sua colega de classe Penélope tendo apenas Noé e Paloma como amigos. Como Betty Atômica ela é equipada com uma pulseira galáctica capaz de transformá-la e auxiliá-la em combate além de receber as mensagens de seu chefe. Ela herdou as habilidades de Guardiã Galáctica de sua avó Bia.
- Faísca - Um alienígena piloto da nave de Betty. Ele é verde, possui um nariz grande e cabelos azulados. É completamente irresponsável pensando mais em comer e curtir os lugares em que visita do que cumprir as missões. Possui uma rivalidade com X-5 que frequentemente reclama de sua imaturidade, embora que ocasionalmente ele demonstre se esforçar para ajudar Betty. Possui uma mãe muito parecida com ele.
- X-5 - Um robô assistente da nave de Betty. É amarelo, retangular com o seu nome estampado em seu peito. Sempre leva as coisas a sério diferente de Faísca e sempre se dedica ao seu trabalho ajudando Betty em suas missões. Ele é um robô de versão desatualizada, embora que as versões mais atualizadas tendem a serem menos confiáveis.
- Almirante Guelra(pt-BR) ou Almirante Assis(pt-PT?) - O comandante dos Guardiões Galáticos e superior imediato de Betty sempre a recrutando para suas missões. É um pequeno peixe antropomórfico alienígena antigo membro da organização dos Guardiões Galácticos que já lutou junto da avó de Betty no passado. Passa mais tempo na base da Guarda Galáctica fazendo atividades próprias do que indo a missões. Possui um clone defeituoso chamado Brânquia capaz de ficar cada vez mais musculoso quando sente raiva. É marido da Pontifadora, uma vilã maléfica que quer destruí-lo com quem teve um filho chamado Tex.
- Máximo QI(pt-BR) ou Maximus QI(pt-PT?) - É o auto-proclamado vilão supremo da galáxia e o principal antagonista da série. É um gato antropomórfico alienígena de aparência oriental que sempre arma planos para tentar dominar a galáxia junto de seu ajudante Mínimo. Ele é mal por estímulo de seu pai que por sua vez também é um vilão. Seu maior desejo é o de destruir Betty juntamente de seu planeta.
- Mínimo QI(pt-BR) ou Minimus QI(pt-PT?) - O assistente de Máximo. Um felino alienígena de dois rostos baixinho e pouco esperto. É capaz de girar sua cabeça mudando de rosto a cada humor dele, sendo um rosto calmo e o outro arrogante. Sempre tenta ajudar seu chefe em seus planos embora não faça muita coisa.

### Secundários
- Noé Parker - É o melhor amigo de Betty na escola. É frequentemente desprezado pelos alunos de sua escola tendo apenas a Betty como melhor amiga. Desconhece sua identidade de Guardiã Galáctica até a 3ª temporada onde se torna aliado dela. Possui uma paixão secreta por Betty, embora ele nunca tenha revelado isso para ela.
- Penélope Lang - Uma patricinha malvada rival de Betty na escola. Tenta ser melhor que Betty em tudo que ela faz e vive a desprezando se achando superior a ela. Anda sempre acompanhada como duas garotas Megan e Sarah. É bastante rica e mora numa mansão junto de seus pais e seu querido gato. Em um dos episódios ela ganha um clone alienígena criado por uma raça de alienígenas a partir de seu DNA para ser a rainha deles.
- Paloma - Outra amiga de Betty introduzida na 2ª temporada. Embora pareça ser uma garota normal ela na verdade é uma alienígena de uma raça transmutadora filha de um demônio que fugiu para Terra em busca de escapar de sua irmã gêmea maligna para impedi-la de usar seus poderes para libertar seu pai de novo. A princípio Betty não sabia que Paloma era alienígena do mesmo jeito que ela não sabia que Betty era uma Guardiã Galáctica tendo tudo revelado no final da 2ª temporada.
- Duncan Paine - É o valentão da escola em que Betty estuda. Frequentemente faz maldades com Noé e possui uma quedinha pela Penélope. Embora pareça ser durão no fundo ele é bem medroso.
- Sra. Barret - Mãe sem nome de Betty. Trabalha como dona de casa e desconhece das aventuras de Betty. Vive mimando seu gato de estimação Miau, mais até que sua filha.
- Sr. Barret - Pai sem nome de Betty. Trabalha como vendedor e pouco está presente em casa. Assim como sua esposa ele também desconhece das aventuras de Betty.
- Miau (português brasileiro) ou Farrusco (português europeu) - É o gato de estimação da mãe de Betty. É mimado e aparentemente não gosta de Betty chegando inclusive a tentar encrencá-la de vez em quando.
- Beatrixo - É a avó de Betty. Uma ex-Guardiã Galáctica já aposentada que mora numa zona rural aos arredores de Queixada do Alce. Foi uma das primeiras Guardiãs Galácticas no passado lutando junto do Almirante Guelra e possuindo sua pulseira galáctica guardada em seu sótão. Ela ocasionalmente ajuda Betty em suas missões.

### Vilões
- Almirante Brânquia - ou Assis A - Um clone defeituoso e maligno do Almirante Guelra. É capaz de aumentar sua massa muscular cada vez mais quando se estressa (de forma similar ao Hulk) e tenta ocupar o lugar do Almirante Guelra como chefe da Guarda Galáctica. Assim como o Almirante Guelra ele já chegou a namorar a Pontifadora a ponto de ser traído pela mesma.
- Núclea - Uma alienígena humanoide e poderosa capaz de sugar todas as energias de um planeta e transformá-las em energia nuclear, a sua fonte de poder.
- Icílica(pt-BR) ou Gelíclia(pt-PT?) - Uma vilã extremamente vaidosa rainha de um planeta gelado com poderes congelantes, capaz de dominar planetas com seu exército de gelo.
- Infantor - Um alienígena de aparência infantil, egoísta capaz de dominar tudo que ele queira com seu exército de babás robóticas e suas armas similares a brinquedos de bebê.
- Camaleão - Um alienígena transmutador ex-capanga de Máximo. Ele é capaz de mudar para qualquer forma que ele desejar imitando as vozes e os tamanhos das pessoas. Foi expulso das frotas de Máximo após vender uma arma de seu armamento.
- Pontifadora - Uma caçadora humanoide similar a um peixe ex-namorada do Almirante Guelra. Busca a todo custo capturar o Guelra e eliminá-lo e é vista como uma das principais rivais de Betty. Já chegou a namorar o Brânquia uma vez, mas logo o traiu. Mais tarde é revelado que ela possui um filho chamado Tex que ela teve com o Guelra.
- Doutor Cerebral - Um alienígena cientista louco capaz de criar vários monstros usando o DNA de vários alienígenas. É um cérebro com um rosto mantido dentro de um traje robótico.